# Luca Nardi
Luca Nardi (* 6. August 2003 in Pesaro) ist ein italienischer Tennisspieler.

## Karriere
Nardi erreichte auf der ITF Junior Tour bislang mit Platz 45 seine höchste Position im Januar 2020. Sein bestes Abschneiden bei einem Grand-Slam-Turnier der Junioren war die dritte Runde von Roland Garros.
Auf der Profiebene konnte Nardi 2020 seinen ersten Erfolg verbuchen. Bei seinem sechsten Turnier als Profi gewann er in Ägypten seinen ersten Titel der ITF Future Tour. In Parma schaffte er es zudem erstmals ein Match auf der ATP Challenger Tour zu gewinnen. Dadurch konnte er auf sein bisheriges Karrierehoch von Platz 697 steigen. Beim Turnier der ATP Tour in Antwerpen bekam er für das Einzel und Doppel jeweils eine Wildcard und feierte so sein Debüt auf diesem Level. Im Einzel schaffte es Nardi gegen Marcos Giron aber nur zu einem Satzgewinn und verlor mit 6:4, 4:6, 1:6. Im Doppel trat er mit Zane Khan an und sie unterlagen dem belgischen Doppel Michaël Geerts und Yannick Mertens in zwei Sätzen.
In der Qualifikation zum Masters-Turnier in Indian Wells 2024 schied er zunächst gegen David Goffin aus, rückte dann aber für einen anderen Spieler, der seine Meldung zurückziehen musste, als „Lucky Loser“ ins Hauptfeld des Turniers nach, wo er in der dritten Runde den Weltranglistenersten Novak Đoković schlug – selbst bei Turnierbeginn auf Platz 123 der Weltrangliste stehend. Ein solcher Sieg gegen den Führenden der Weltrangliste gelang seit 1990 bei einem Masters-Turnier vor ihm nur fünf anderen Nicht-Top-100-Spielern.

## Erfolge
| Legende (Anzahl der Siege) |
| Grand Slam                 |
| ATP Finals                 |
| ATP Tour Masters 1000      |
| ATP Tour 500               |
| ATP Tour 250               |
| ATP Challenger Tour (7)    |

### Einzel

#### Turniersiege
| Nr. | Datum             | Turnier   | Belag         | Finalgegner           | Ergebnis       |
| --- | ----------------- | --------- | ------------- | --------------------- | -------------- |
| 1.  | 9. Januar 2022    | Forlì     | Hartplatz (i) | Mukund Sasikumar      | 6:3, 6:1       |
| 2.  | 3. April 2022     | Lugano    | Hartplatz (i) | Leandro Riedi         | 4:6, 6:2, 6:3  |
| 3.  | 4. September 2022 | Mallorca  | Hartplatz     | Zizou Bergs           | 7:62, 3:6, 7:5 |
| 4.  | 6. August 2023    | Porto     | Hartplatz     | João Sousa            | 5:7, 6:4, 6:1  |
| 5.  | 12. November 2023 | Matsuyama | Hartplatz     | Taro Daniel           | 3:6, 6:4, 6:2  |
| 6.  | 31. März 2024     | Neapel    | Sand          | Pierre-Hugues Herbert | 5:7, 7:63, 6:2 |
| 7.  | 24. November 2024 | Rovereto  | Hartplatz (i) | Francesco Maestrelli  | 6:1, 6:3       |